# Ayas (Olaszország)
Ayas Olaszország Valle d’Aosta régiójának egy községe.

## Földrajza

Ayas község Valle d'Aosta térképén

A vele szomszédos települések: Brusson, Chamois, Châtillon, Gressoney-La-Trinité, Gressoney-Saint-Jean, La Magdeleine, Saint-Vincent, Valtournenche, Zermatt(Svájc). 